# Червона жінка (фільм, 1969)
«Червона жінка» (фр. La femme écarlate) — французько-італійська драматична кінокомедія 1969 року, знята режисером Жаном Валером, з Монікою Вітті, Морісом Роне і Робером Оссейном у головних ролях.

## Сюжет
Люсілль і Жульєн жили в Ніцці і кохали один одного, принаймні так думала сама молода дівчина Люсілль. Але Жульєн зраджує її, і крім того всі її гроші втрачені. Єва вирішує вбити зрадника і після покінчити з собою. А поки вона дає собі один тиждень і їде в Париж, щоб прожити цей час чудово і попрощатися зі всім — зі світом, людьми, Парижем, життям, а потім в п'ятницю виконати свій план. Але все відбувається зовсім не так як вона уявляла. Відбуваються багато подій, Люсілль випадково зустрічає одного парижанина, який у п'ятницю заважає виконанню кривавого плану обдуреної закоханої. У результаті все закінчується добре, і кожен з героїв продовжує своє життя.

## У ролях
| Моніка Вітті   | ···· | Люсілль   |
| Моріс Роне     | ···· | Француа   |
| Робер Оссейн   | ···· | Жульєн    |
| Клаудіо Брук   | ···· | Джон Берт |
| Альбер Сімоно  | ···· | епізод    |
| Люсьєн Рембург | ···· | епізод    |
| Монік Мелінан  | ···· | медіум    |
| Сімона Бах     | ···· | епізод    |
| Робер Ролліс   | ···· | епізод    |
| Сабіна Сунь    | ···· | епізод    |

## Знімальна група
| Режисер    | ···· | Жан Валер              |
| Сценарій   | ···· | Жан Валер, Поль Жегофф |
| Продюсер   | ···· | Андре Женове           |
| Оператор   | ···· | Карло Ді Пальма        |
| Композитор | ···· | Мішель Коломб'є        |

## Факти
| - Франція: 14 травня 1969 - Італія: 29 серпня 1969 | - Ейфелева вежа, - Париж, - Аеропорт Орлі, - Ніцца, - Аеропорт Nice Côte d'Azur. |

## Джерело
- «Жінка в пурпуровому» на сайті IMDb (англ.)   (01.05.2025)